# Searchin’
Searchin’ (englisch Suche) ist ein Lied von der amerikanischen männlichen Gesangsgruppe The Coasters, das 1957 als Single B-Seite veröffentlicht wurde. Komponiert wurde es von Leiber/Stoller.
In 1995 wurde Searchin’ von der britischen Band The Beatles auf ihrem Kompilationsalbum Anthology 1 veröffentlicht.

## Hintergrund

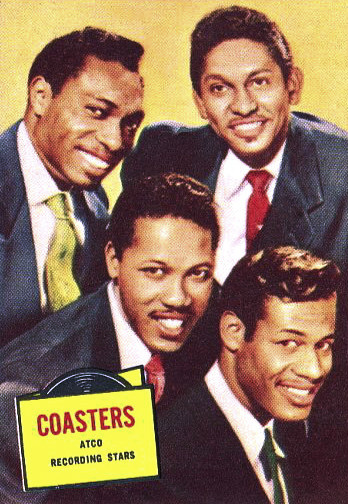
The Coasters (1957)

Jerry Leiber und Mike Stoller schrieben mit Doc Pomus speziell für die Gesangsgruppe The Coasters die Single A-Seite Young Blood und die B-Seite Searchin’ ohne Doc Pomus. Während die A-Seite Platz 8 der US-amerikanischen Charts erreicht, schaffte Searchin’ als B-Seite separat Platz 5.
Die Handlung dreht sich um die Entschlossenheit des Sängers, seine Liebe zu finden, wo immer sie sein mag, auch wenn er auf Detektivarbeit zurückgreifen muss.
 Searchin’ gehörte seit 1957 zum Liverepertoire der Beatles, beziehungsweise The Quarrymen. Für BBC Radio nahmen die Beatles unter Live-Bedingungen 1963 auch die A-Seite der Single Young Blood auf, diese Version erschien auf dem Beatles-Kompilationsalbum Live at the BBC am 28. November 1994.
Paul McCartney sagte über das Lied: „Eines Tages ging das Gerücht um, es gäbe einen Weisen vom Berge, der die Platte Searchin’ von den Coasters besitzt. Colin, der Schlagzeuger in Johns Skiffle-Band, kannte ihn, also setzte sich ein großer Treck in Bewegung, um den Mann ausfindig zu machen, und wir fanden ihn tatsächlich. Und erleichterten ihn um die Patte. Die Verantwortung, sie zu behalten, wäre für ihn einfach zu groß gewesen.“

## Aufnahme der Coasters
Searchin’ wurde am 15. Februar 1957 in Los Angeles aufgenommen.
Besetzung:
- Mike Stoller: Klavier
- Gil Bernal: Saxofon
- Barney Kessell: Mandoline
- Adolph Jacobs: Leadgitarre
- Ralph Hamilton: Bass
- Jesse Sailes: Schlagzeug
- Alvin Stoller: Schlagzeug
- Joe Oliveria: Congas

## Aufnahme der Beatles
Der Manager der Beatles, Brian Epstein, konnte Mike Smith, einen Assistenten in der Abteilung A&R bei Decca Records, überzeugen, am 13. Dezember 1961 ein Konzert der Beatles im Cavern Club zu besuchen. Smith war von dem Auftritt so beeindruckt, dass er für den 1. Januar 1962 um 11 Uhr Probeaufnahmen ansetzte. Die Produktionsleitung der Decca Audition hatte Mike Smith in den Decca Studios, Broadhurst Gardens, London, inne, es gab pro Lied nur einen Take, aufgenommen wurde in Mono. Overdubs wurden nicht produziert und eine Abmischung fand nicht statt. Die Beatles spielten also quasi live – innerhalb einer Stunde nahmen sie 15 Lieder auf. Anfang Februar 1962 wurden die Beatles von Decca überraschenderweise abgelehnt.
Neben Searchin’ wurden noch die Fremdkompositionen Three Cool Cats (ein weiterer Titel von The Coasters) und The Sheik of Araby sowie die Lennon/McCartney-Kompositionen Hello Little Girl und Like Dreamers Do auf dem Album Anthology 1 1995 veröffentlicht.
Besetzung:
- John Lennon: Rhythmusgitarre, Gesang
- Paul McCartney: Bass, Gesang
- George Harrison: Leadgitarre
- Pete Best: Schlagzeug

## Veröffentlichung
- Im März 1957 erschien von The Coasters die Single Young Blood / Searchin’ auf Atco Records.[8]
- Ebenfalls in 1957 wurde das Album The Coasters veröffentlicht, das Searchin’ enthält.[9]
- Am 20. November 1995 erschien Searchin’ auf dem Beatles-Kompilationsalbum Anthology 1.

## Weitere Coverversionen
- The Hollies – Searchin’[10]
- Neil Sedaka – Come See About Me[11]
- The Lovin’ Spoonful – Goodtime Music[12]